# 전통시장 온누리상품권
전통시장 온누리상품권은 전통시장의 수요 진작을 위한 목적으로 발행한 상품권으로 2009년 7월 처음 발행되었다. 대한민국의 전통 시장에서 공통적으로 사용할 수 있으며, 가맹점 검색은 홈페이지를 통해서 확인이 가능하다.

## 종류
지류상품권은 5천원권,1만원권이고,
5천원권에는 어린시절 뻥튀기 장면을 소재로 전통시장의 향수를 표현하였으며,
1만원권은 태극문양의 배경에 탈 이미지를 담아 살아있는 전통을 표현하여 제작되었다.
그리고 전자상품권은 5만원권,10만원권이다.

## 구입처
- 새마을금고
- 전북은행
- 부산은행
- 광주은행
- 대구은행
- 경남은행
- 기업은행
- 우체국
- 신협
- 농협